# Hopton Wafers
Hopton Wafers est une paroisse civile et un village du Shropshire, en Angleterre.